# آنتوان نیوکمب
آنتوان نیوکمب (انگلیسی: Anton Newcombe؛ زادهٔ ۲۹ اوت ۱۹۶۷) یک موسیقی‌دان اهل ایالات متحده آمریکا است. وی از سال ۱۹۹۰ میلادی تاکنون مشغول فعالیت بوده‌است.